# Нижний Бестях (станция)
Нижний Бестях (якут. Аллараа Бэстээх) — конечная железнодорожная станция Амуро-Якутской магистрали в 30 км от Якутска, в 10 км от одноимённого посёлка на правом берегу реки Лены. Ближайшим к станции населённым пунктом является село Павловск, расстояние — 4 километра. Железнодорожные пути подведены к станции ещё в конце 2011 года. В 2014 году открыто движение грузовых поездов и линия принята во временную эксплуатацию. 1 июля 2019 года участок Томмот — Нижний Бестях был сдан для постоянной эксплуатации, и 26 июля запущен пассажирский поезд из Томмота, а 27 июля — обратно.
На 2022 г. курсирует ежедневный круглогодичный поезд № 327/328 Нижний Бестях — Тында — Нижний Бестях формирования компании «Железные дороги Якутии» и несколько беспересадочных вагонов до Благовещенска, Владивостока и Иркутска.
Сообщение станции с Якутском — летом смешанное, автомобильно-водное. Зимой — зимник по льду. Для пассажиров организован трансфер («мультимодальная перевозка») — поезд синхронизирован по времени с автобусом, доставляющим пассажиров от станции до пристани, и далее — катерами или теплоходом типа «Москва». Зимой — автобус от станции до автовокзала Якутска. В межсезонье (во время весеннего и осеннего ледохода) трансфер осуществляется при помощи СВП. Билеты на трансфер приобретаются на сайте РЖД или в любой ж/д кассе.
На территории станции планируются сто двадцать построек, включая железнодорожный вокзал, пункт технического осмотра вагонов, локомотивное депо, Дом отдыха локомотивных бригад. Ещё до введения в постоянную эксплуатацию станция была задействована для завоза грузов в центральную часть Якутии в связи с мелководьем на реке Лене и невозможностью использования традиционных речных маршрутов от порта Осетрово.
В связи с приходом железной дороги в центральную Якутию постепенно меняется схема перевозки грузов. Растёт значение порта Нижний Бестях. Он модернизирован, установлены новые портальные краны «Ганц». Начала действовать новая смешанная схема грузоперевозок АЯМ (ЖД) — подвоз фурами до реки — переправа через реку на судах и грузы доставляются в Якутский речной порт, где частично перегружаются на сухогрузы и доставляются в северные районы республики.
В будущем станция может стать транзитной, железная дорога может быть продолжена до Магадана. 

## Дальнее сообщение по станции
| № поезда | Маршрут движения             | № поезда | Маршрут движения             |
| -------- | ---------------------------- | -------- | ---------------------------- |
| 317      | Нижний Бестях — Благовещенск | 318      | Благовещенск — Нижний Бестях |
| 321      | Нижний Бестях — Нерюнгри     | 322      | Нерюнгри — Нижний Бестях     |
| 327      | Нижний Бестях — Тында        | 328      | Тында — Нижний Бестях        |
| ВБС      | Нижний Бестях — Иркутск      | ВБС      | Иркутск — Нижний Бестях      |
| ВБС      | Нижний Бестях — Владивосток  | ВБС      | Владивосток — Нижний Бестях  |

## Мультимодальные перевозки (поезд+автобус)
Из-за расположения железнодорожной станции на правом берегу реки Лены для перевозки пассажиров между станцией и городом Якутском действует система интермодальных перевозок по «Единому билету», состоящей из билета на поезд и талона на трансфер.
В летний период (с 1 июня по 23 октября) посадка в Якутске осуществляется на речном вокзале (Новопортовская ул., 1). В переходный период (с 11 апреля по 31 мая; с 24 октября по 30 ноября) — на городском пляже Якутска (202-й микрорайон). В зимний период — на автовокзале Якутска (ул. Октябрьская ул., 24).
| № маршрута | Маршрут движения                                            | № маршрута | Маршрут движения                                            |
| ---------- | ----------------------------------------------------------- | ---------- | ----------------------------------------------------------- |
| 583        | Якутск — Нижний Бестях 2 (поселок) — Нижний Бестях (вокзал) | 548        | Нижний Бестях (вокзал) — Нижний Бестях 2 (поселок) — Якутск |

## Галерея
- Отправление поезда со станции Нижний Бестях

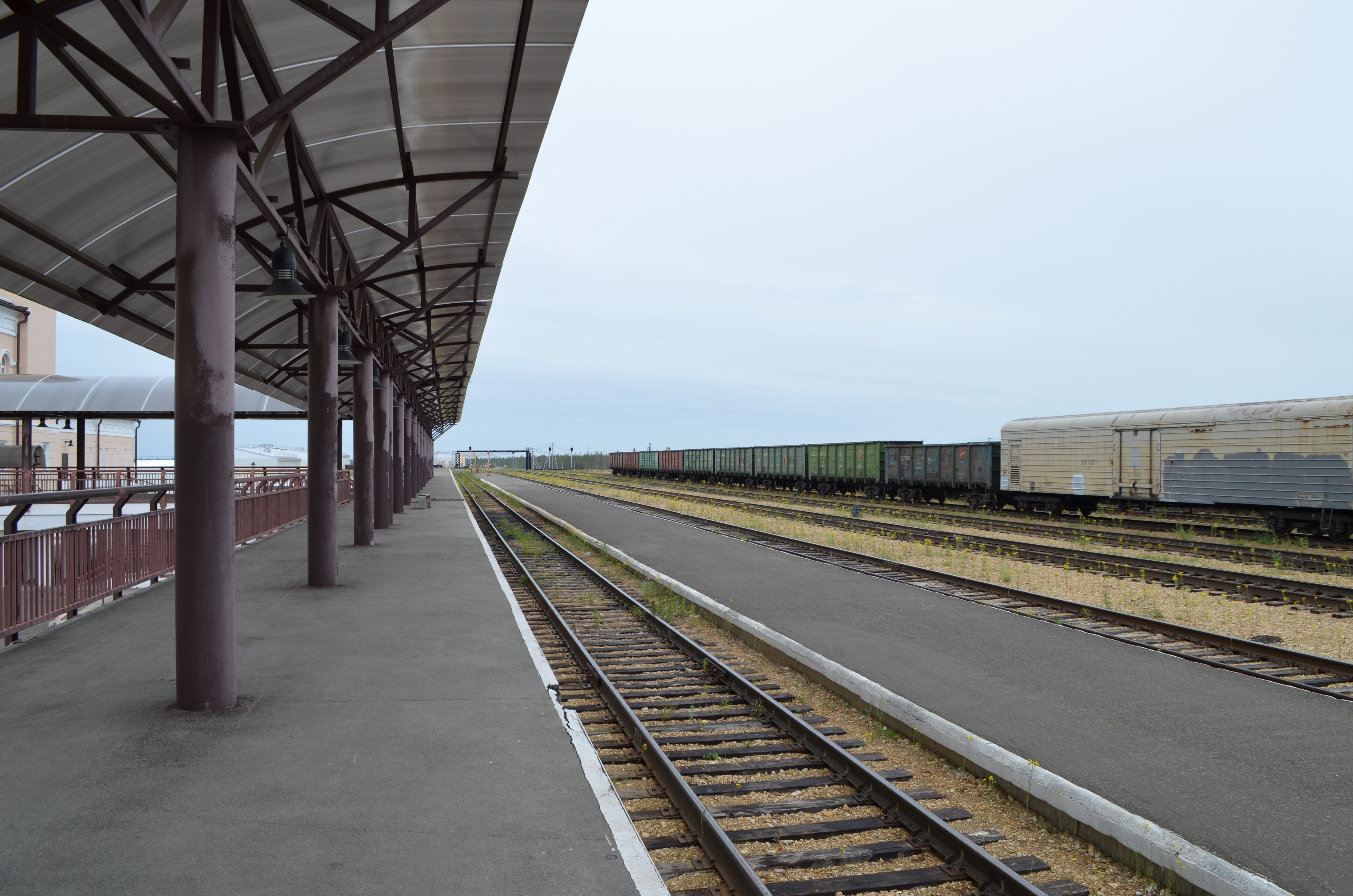
Перрон станции, 2016 г.
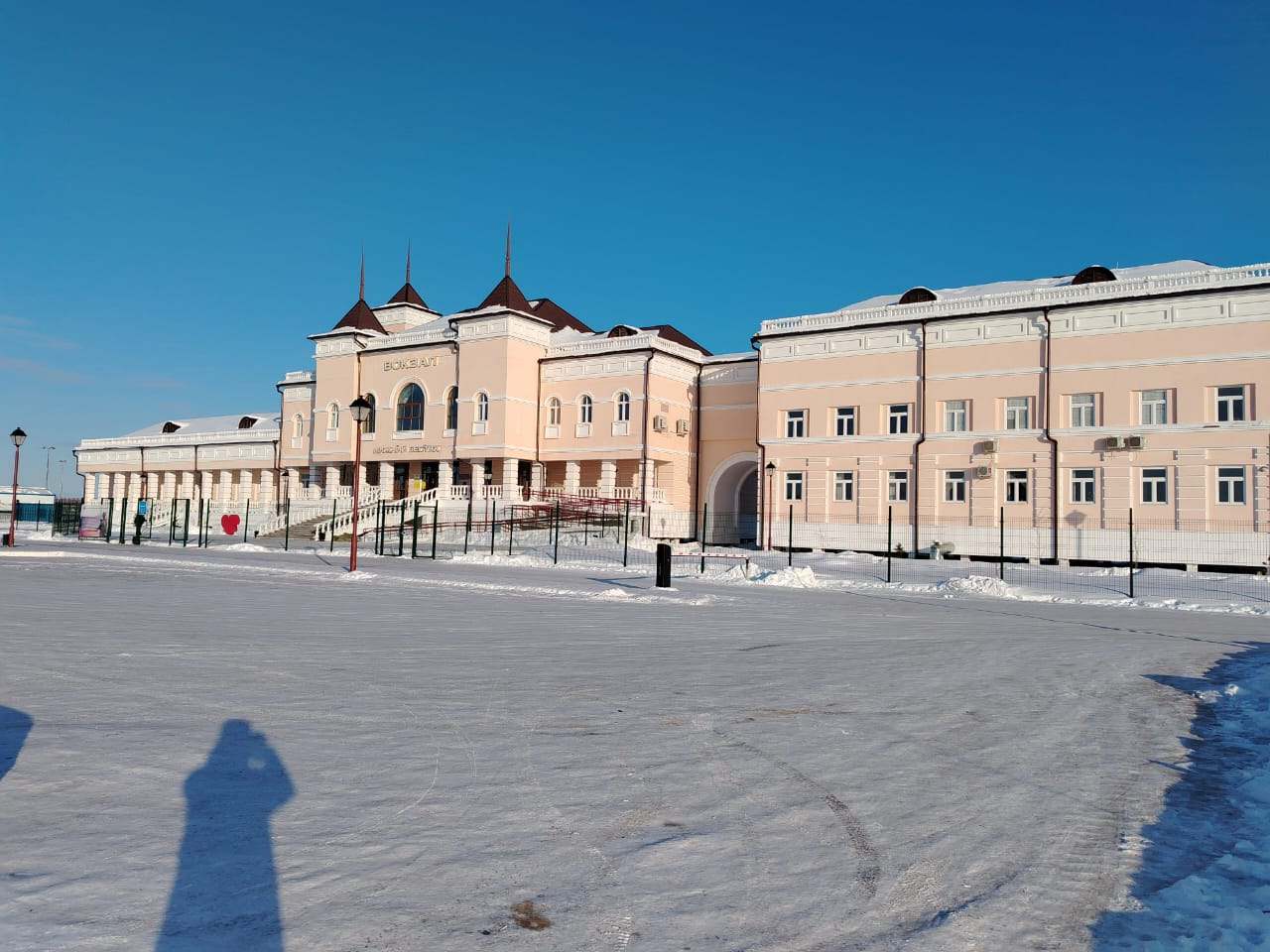
Здание вокзала
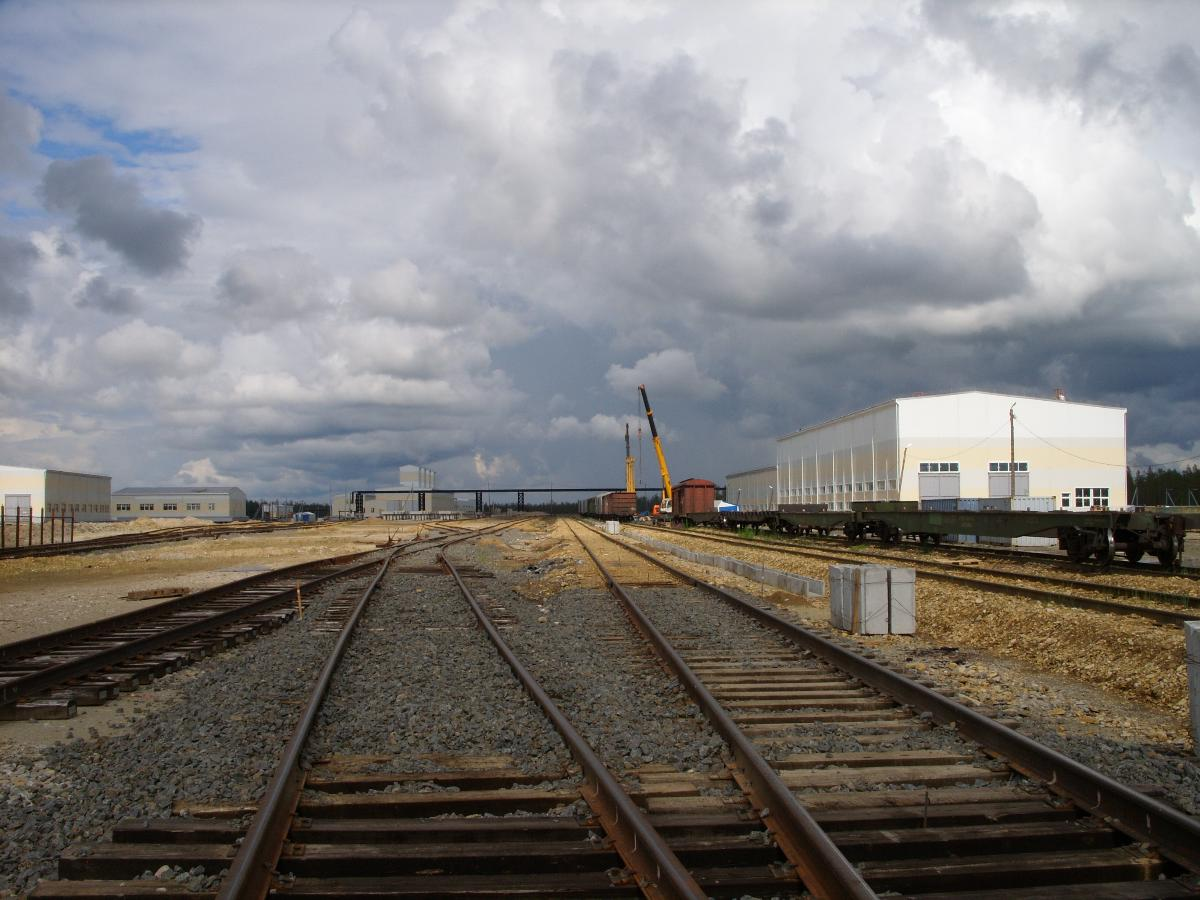
Железнодорожные пути